# 曹玉书
曹玉书（1948年—），满族，中华人民共和国政治人物、第十一届全国政协委员。
加入中国共产党，担任中国施工企业管理协会会长、国务院西部地区开发领导小组办公室主任。2008年，当选第十一届全国政协委员，代表农业界，分入第三十九组。并担任民族和宗教委员会专委。